# Cay Lobos
Cay Lobos est une île des Bahamas administrativement reliée au district de South Andros (archipel d'Andros). 
Cette caye est située à 300 km au sud de la capitale, Nassau.
Sa caractéristique la plus importante est la présence d'un phare.